# 柳船
柳船（やなぎせん）とは第二次世界大戦において、ドイツ国と大日本帝国及び日本占領下のアジアを結んだ、ドイツ海軍のBlockadebrecher （逐語訳は「海上封鎖を破る船舶」。一般に「封鎖突破船」と呼ばれる）に対して大日本帝国海軍が付与した秘匿名称である。

## 概要

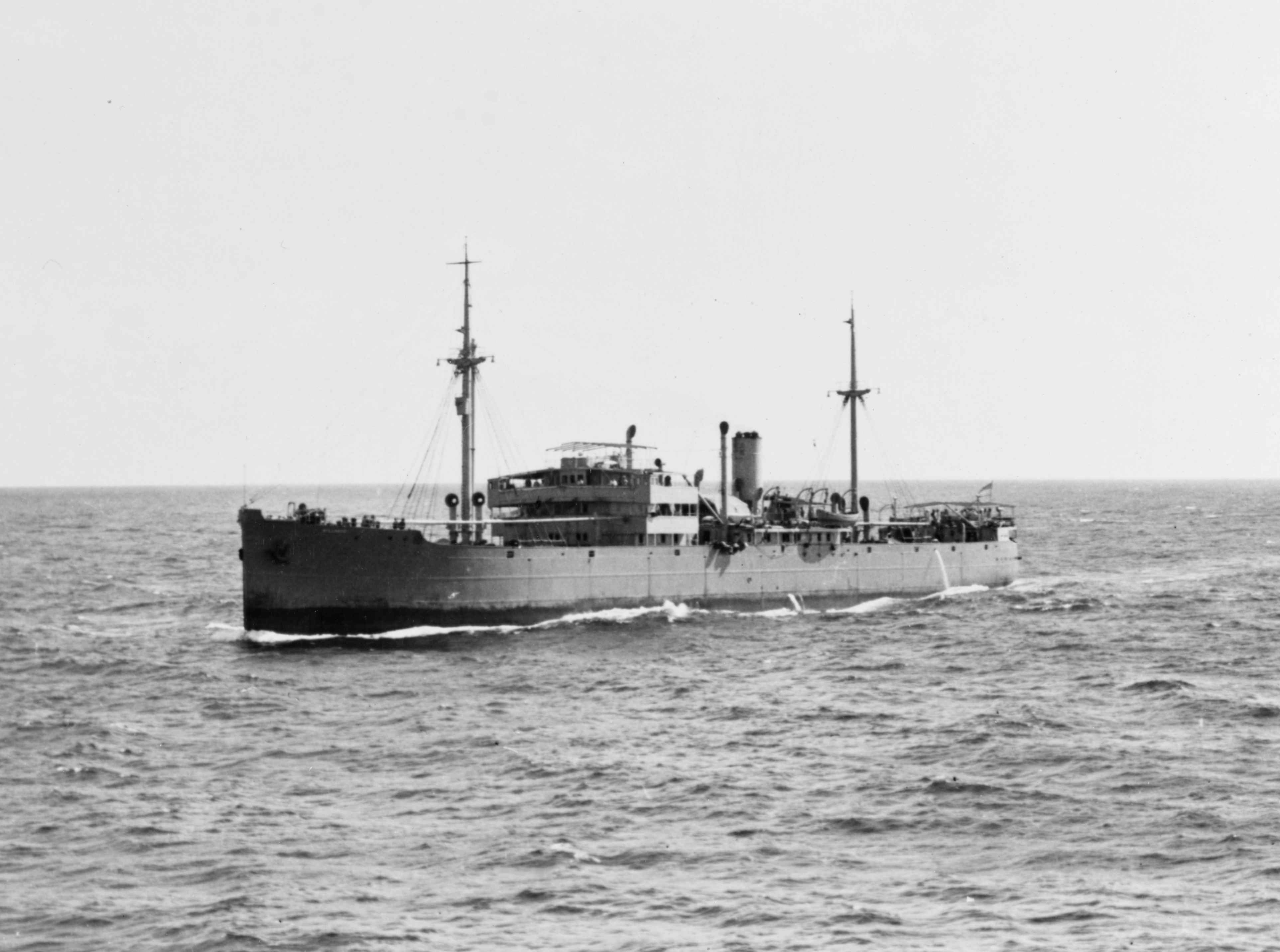
封鎖突破船オーデンワルト（1941年11月、アメリカ海軍巡洋艦オマハにより拿捕）

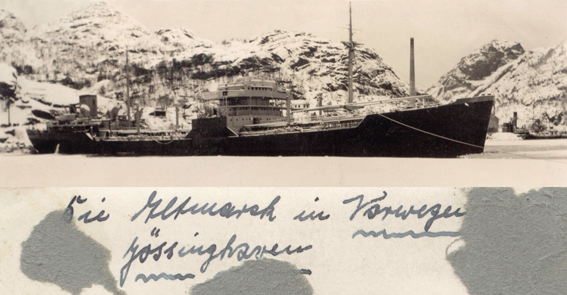
ウッカーマルク（1940年代前半）

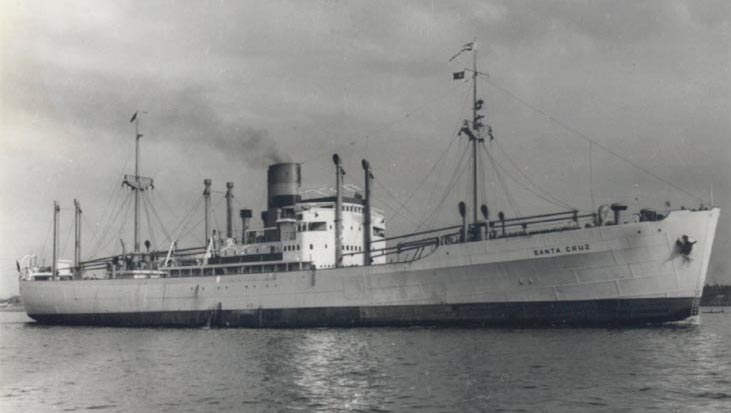
仮装巡洋艦「トール」（「サンタ・クルツ」時代の船影）

柳船は、ドイツのキールやドイツ占領下のフランスの軍港から、厳重な大西洋上の連合国軍の海上封鎖線を突破して、1942年以降日本が制海権を握っていたインド洋から、昭南（日本占領下のシンガポール）やペナンなどの日本海軍の基地を経て、横須賀港や横浜港などを結んだ。
柳船は日本の要望する精密機械、鋼材、兵器等の軍需品をドイツから運び、帰路にドイツが求める酸素魚雷や船舶エンジンなどや、生ゴム、錫、モリブデン、タングステン、マニラ麻、コプラ等のアジア原産の原材料をドイツへ持ち帰った。ドイツから日本へは柳輸送、日本からドイツへは逆柳輸送と名づけられた。一部は日本や東南アジアの日本海軍の基地にとどまり、太平洋やインド洋で日本をはじめとする枢軸国の活動に協力した。
その中でも 1942年11月に起きた「横浜港ドイツ軍艦爆発事件」で有名な油槽船「ウッカーマルク」は、インドネシアから日本陸軍の航空ガソリンを横浜港に運び、1942年11月に油槽清掃中に溜まっていたガスに引火して大爆発を起こし、乗組員や清掃員、付近の住人に100人以上の死者を出した。
さらに、三菱重工業横浜船渠で整備を受けるためにたまたま隣の埠頭に係留されていたドイツ海軍の仮装巡洋艦「トール」や、元オランダ船で拿捕されてドイツ船籍となった貨物船「ロイテン」が道連れとなった。
なお、作戦行動中の事故や撃沈、自沈、もしくは日本での留置などにより、十数隻のうちドイツの勢力圏まで帰りついた船は「イレーネ」と「オゾルノ」ほか2隻のみであった。日本に留置された船の日本への傭船は、外国船舶による船腹確保のために設立された国策会社帝国船舶により行われた。

## 船舶一覧
1. ヴェーザーラント (Weserland)
2. イレーネ (Irene)
3. ハーフェルラント（Haferland, 1943年12月20日に和歌山県潮岬沖にてアメリカ軍潜水艦ガーナードの雷撃を受けて損傷、神戸港へ曳航され、同地で宿泊所として留置されて敗戦を迎える。戦後、台風により座礁し、1946年1月に解体処分）
4. ドッガーバンク (Doggerbank)
5. オゾルノ
6. シャルロッテ・シュリーマン（Charlotte Schliemann, 1944年2月11日、インド洋にてイギリス軍駆逐艦リレントレス (HMS Relentless, H85) の攻撃により沈没）
7. ロスバッハ（Rossbach, 蘭タンカーマドロノ(Madrono、5,804トン)を鹵獲し、改装したもの。1944年5月7日に神戸よりシンガポールへの往路、米潜バーフィッシュの雷撃により沈没）[3]
8. モーゼル（Mosel, 後に帝国船舶に傭船され、帝瑞丸に改名。1945年4月18日に触雷沈没）
9. ウルスラ・リクマス（Ursula Rickmers, 1941年5月28日、帝国船舶に傭船され、帝仙丸に改名。1944年5月3日、南シナ海にてアメリカ軍潜水艦フラッシャーの雷撃により沈没）
10. ブラーケ（Brake, 1944年3月12日、インド洋にてイギリス軍駆逐艦の攻撃により沈没）
11. アルステルウーファー
12. ウッカーマルク（Uckermark, 1942年11月に横浜港で事故で爆発・沈没）
13. リオ・グランデ
14. キト（Quito, 1942年ごろに帝国船舶に傭船、帝珠丸に改名したが、1943年に返却されて船名も元に戻した。1945年4月29日、ボルネオ沖でアメリカ軍潜水艦ブリームの雷撃により沈没）
15. レーゲンスブルク (Regensburg)
16. ブルゲンラント (Burgenland,1944年に南アフリカ沖で自沈)

## 遣独潜水艦作戦
ドイツによる怒涛の攻勢が落ち着きを見せた1942年も半ばを過ぎると、イギリス海軍やアメリカ海軍、ブラジル海軍などにより大西洋上に張り巡らされた連合軍の哨戒網により、これらの水上艦にとって安全な航路はもはやなかった。このためドイツより電波探信儀（レーダー装置）導入を希望する日本海軍は、大型潜水艦をドイツに派遣することを決した。これが遣独潜水艦作戦の始まりである。

## 文献
- Heinz Schäffer、横川文雄訳『Uボート977』朝日ソノラマ、1984年。
  - 横川文雄が駐日ドイツ大使館から通訳としてアジア水域に派遣されドイツ海軍活動を支援した時の経験が同書の付録「南海のドイツ海軍」に収められている。
- 新井恵美子『箱根山のドイツ兵』近代文藝社、1995年。
- 石川美邦『横浜ドイツ軍艦燃ゆ』木馬書館、1995年。
- Erwin Wickert、佐藤眞知子訳『戦時下ドイツ大使館』中央公論社、1998年。